# Zundert (cerveza)
Zundert es una cerveza trapista producida en la Trappistenbrouwerij de Kievit situada en la  Abadía Maria Toevlucht de la ciudad de Zundert en los Países Bajos.
Zundert y La Trappe son las únicas dos cervezas trapistas producidas en los Países Bajos.
La cerveza es oscura de estilo tripel de abadía, tiene 8% de vol. alc. y se vende en formato 33 cl.